# 布兰登·沃尔特斯 (篮球运动员)
布兰登·科尔特斯·沃尔特斯（1995年1月19日—）為美國男子籃球運動員，現效力於P. LEAGUE+臺北富邦勇士。
沃尔特斯來自田纳西州查塔努加，高中就讀霍華德高中，2013年7月沃尔特斯決定2014年到沃尔特斯州立社区学院就讀，2016年沃尔特斯轉學到中田纳西州立大学，大學四年下來沃尔特斯總計取得1089分、612籃板、102阻攻，投籃命中率62%的表現。
2018年8月13日，B3聯賽東京卓越宣布已與沃尔特斯簽約。9月1日，東京卓越宣布已中止沃尔特斯的合約。9月18日，AZS科沙林宣布沃尔特斯在球隊進行測試。9月24日，AZS科沙林宣布沃尔特斯經過三場測試賽後，球隊決定與其簽定至賽季結束的合約。2019年2月21日，AZS科沙林宣布陣中中鋒位置由迈克尔·弗雷泽頂替沃尔特斯。8月27日，卡塔亞宣布與沃尔特斯完成簽約。
2020年12月21日，佩奇簽下沃尔特斯。2021年7月9日，烏迪內宣布簽下沃尔特斯。2022年7月24日，阿爾巴費赫瓦宣布簽下沃尔特斯。8月29日，阿爾巴費赫瓦宣布沃尔特斯因體檢未過，合約未生效。8月30日，沃尔特斯加盟TED安卡拉科勒基爾。2023年7月10日，沃尔特斯加盟亞洛瓦體育。2024年6月20日，沃尔特斯與玛格丽塔瓜奎瑞簽約。8月14日，P. LEAGUE+臺北富邦勇士宣布簽下沃尔特斯，沃尔特斯與大學隊友尼克·金重逢。

## 外部連結
- 布兰登·沃尔特斯在fiba.basketball（英语）
- 布兰登·沃尔特斯在P. LEAGUE+
- 布兰登·沃尔特斯在Sports-Reference.com（NCAA）（英语）
- 布兰登·沃尔特斯在Eurobasket.com（球員）（英语）
- 布兰登·沃尔特斯在RealGM（英语）
- 布兰登·沃尔特斯在Proballers（英语）
- 布兰登·沃尔特斯在Flashscore（英语）